# Patryk Tuszyński
Patryk Tuszyński (Syców, 13 dicembre 1989) è un calciatore polacco, attaccante del Kluczbork.

## Carriera

### Club
Prima, seconda punta o ala sinistra, Tuszynski cresce nel Kluczbork, club che milita tra la seconda e la terza divisione polacca. Nel 2012 il Lechia Danzica lo acquista in cambio di € 50.000. Il 28 luglio 2015 si trasferisce in Turchia, al Çaykur Rizespor, in cambio di € 1 milione.
Il 9 luglio 2015 realizza una tripletta contro il Kruoja (8-0), in un incontro valido per l'Europa League.